# 埃克哈德·法塞尔
埃克哈德·法塞尔（德語：Ekkehard Fasser，1952年9月3日—2021年4月8日），瑞士男子雪车运动员。他曾代表瑞士参加1984年和1988年冬季奥林匹克运动会雪车比赛，其中1988年冬季奥运会获得一枚金牌。